# 민주당 (몰타)
민주당(영어: Democratic Party, 몰타어: Partit Demokratiku)은 몰타의 자유주의 정당이자 중도좌파 정당이다. 2016년 설립되었다. 현재 지도자는 마를레네 파투지아이다.

## 같이 보기
- 몰타의 정당
- 몰타 의회